# 鄺龑子
鄺龑子（1958年—）是香港一名學者、詩詞家、散文家、翻譯家，出生於廣東省澳門，長居於香港，畢業於聖公會聖提摩太小學、香港大學、牛津大學及耶魯大學。

## 生平簡歷
鄺龑子為香港學者、詩詞家、散文家及翻譯家，學術著作以探討古典詩詞及小說、中國詩學及哲學為主，並有比較文學和文學翻譯的中英文專著及論文多種。。

曾在美國執教大學七年，現職嶺南大學中文系教授及哲學系客席教授，亦曾任翻譯系教授多年。曾數獲校內優異教學獎及優異研究獎，又獲頒2014年度香港特別行政區的大學教育資助委員會（教資會）傑出教學獎。

## 創作簡介
2000年至今，鄺龑子已出版兩千多首古典詩、約兩百首詞，平均每本詩詞集有一百首作品，內容感悟皆以日常生活為主。莫礪鋒認為，鄺的詩作容易在讀者心中引起共鳴，鄭鏡明認為鄺的詩作「能反映香港社會的一些現實，這說明了即使用了古詩詞的文體，也能寫出現代人的心聲，而並非只是重複抒發古人的幽情」；評論界一般認為鄺龑子開拓了近體詩在現代的界限，說明現代人同樣可以創作這種文體。

## 著作

### 詩集
- 2019《滄州夢•風雨晴》，香港：中華書局
- 2016《白鶴清江》，香港：匯智出版有限公司
- 2016《雲溪蝶舞》，香港：匯智出版有限公司
- 2014《千里晨芳》，香港：匯智出版有限公司
- 2013《滄海浪跡》，香港：匯智出版有限公司
- 2012《翠韻芊芊》，香港：匯智出版有限公司
- 2012《東山零雨》，香港：匯智出版有限公司
- 2011《瀟湘月》，香港：匯智出版有限公司
- 2011《清風嶺》，香港：匯智出版有限公司
- 2009《莫愁湖畔》，香港：匯智出版有限公司
- 2009《淡影乾坤》，香港：匯智出版有限公司
- 2008《七雙河》，香港：匯智出版有限公司
- 2008《一日三秋》，香港：匯智出版有限公司
- 2007《十二霞峰》，香港：匯智出版有限公司
- 2007《伯仲之間》，香港：匯智出版有限公司
- 2006《小千界》，香港：匯智出版有限公司
- 2006《九思林》，香港：匯智出版有限公司
- 2005《冬青集》，香港：匯智出版有限公司
- 2005《曉嵐詩草》，香港：匯智出版有限公司
- 2005《婉雯詩草》，香港：匯智出版有限公司
- 2005《夏木集》，香港：匯智出版有限公司
- 2003《默絃詩草》，香港：天地圖書有限公司
- 2002《秋月集》，香港：天地圖書有限公司
- 2002《春花集》，香港：天地圖書有限公司
- 2000《水雲詩草》，香港：天地圖書有限公司

### 散文集
- 2016《師生之間》，香港：匯智出版有限公司
- 2012《隔岸留痕》，香港：匯智出版有限公司
- 《煙雨閒燈》

### 學術著作
2019 《廿一世紀香港詩詞──古典詩詞美學的前瞻與透視》香港：中華書局；香港藝術發展局贊助

2001 《朱淑真李清照詩詞逐字索引》，南京：鳳凰出版社

2001 《武則天李冶薛濤魚玄機詩逐字索引》，南京：鳳凰出版社

1999 Women Writers of Traditional China: An Anthology of Poetry and Criticism. (with Kang-i Sun Chang, Haun Saussy) Stanford: Stanford University Press

1995 Tao Qian and the Chinese Poetic Tradition: The Quest for Cultural Identity. Ann Arbor: University of Michigan, Center for Chinese Studies

## 軼事
2004年在中國流傳網絡，一篇詐稱為中國唐朝詩人李白所作的七言絕句和嵌字詩《飛花輕寒》，鄺氏曾公開判定其真偽。。

## 外部連結
- 嶺南大學中文系
- 大學教育資助委員會 University Grants Committee
- 明報訪問：明藝．人物專題﹕問學東西詩哲夢——專訪鄺龑子 (2015年1月17日) 嶺南大學中文系網站 （页面存档备份，存于）